# Карвър (окръг, Минесота)
Окръг Карвър (на английски: Carver County) е окръг в щата Минесота, Съединени американски щати. Площта му е 974 km², а населението - 70 205 души (2000). Административен център е град Часка.